# Limnephilinae
Sous-famille
Les Limnephilinae sont une sous-famille d'insectes de l'ordre des Trichoptères, de la famille des Limnéphilidés.

## Liste des tribus et genres
Selon NCBI (5 nov. 2010) :
- tribu des Chaetopterygini
  - genre Annitella
  - genre Chaetopterygopsis
  - genre Chaetopteryx
- tribu des Limnephilini
  - genre Anabolia
  - genre Arctopora
  - genre Asynarchus
  - genre Grammotaulius
  - genre Hesperophylax
  - genre Lenarchus
  - genre Limnephilus
  - genre Philarctus
  - genre Rivulophilus
- tribu des Stenophylacini
  - genre Allogamus
  - genre Consorophylax
  - genre Hydatophylax
  - genre Potamophylax
  - genre Pycnopsyche

Selon World Register of Marine Species (5 nov. 2010) :
- genre Limnephilus Leach in Brewster, 1815

Selon ITIS (5 nov. 2010) :
- tribu des Chaetopterygini Hagen, 1858
- tribu des Chilostigmini Schmid, 1955
- tribu des Limnephilini Kolenati, 1848
- tribu des Stenophylacini Schmid, 1955
- genre Lepnevaina Wiggins, 1987
- genre Thermophylax Nimmo, 1995